# Nicolò Fulci
Nicolò Fulci (Messina, 16 gennaio 1857 – Messina, 28 dicembre 1908) è stato un avvocato e politico italiano.

## Biografia
Figlio di Antonio Fulci e fratello di Ludovico, Nicolò si laureò in giurisprudenza a Messina e divenne avvocato. Deputato alla Camera per 5 legislature dal 1892 al 1908, Fulci fu sottosegretario di Stato dapprima, dal 15 febbraio 1901 al 6 agosto 1901, al Ministero delle poste e telegrafi e dal 7 agosto 1901 al 3 novembre 1903, ricoprì la medesima carica al Ministero dell'agricoltura, dell'industria e del commercio. Come il fratello Ludovico, appartenne alla Massoneria.
Molto popolare a Messina, fu tra i promotori di un comitato per la costruzione di un monumento dedicato ai soldati della batteria Masotto deceduti nella battaglia di Adua. Nicolò Fulci sentì molto l'esigenza di non dimenticare il sacrificio di quei soldati e per questo entrò in polemica con il ministro Cesare Francesco Ricotti-Magnani, contrario alla costruzione di un monumento commemorativo. Fu tra le vittime del terribile terremoto del 1908.